# Media Maratón "Ciudad de Segovia"
La Media Maratón "Ciudad de Segovia" es una prueba atlética que se disputa en la ciudad de Segovia, Provincia de Segovia en la comunidad autónoma de Castilla y León, España.

## Ediciones

### Primera edición
La 1ª Media Maratón "Ciudad de Segovia" se celebró el 18 de marzo de 2007. En ella se inscribieron 1.450 atletas. 
Organizadores y patrocinadores
El C.P.C. Sporting Segovia fue el organizador. Los colaboradores y patrocinadores fueron: PCC, Maratón Segovia, Caja Segovia, Taller Imagen y Coca-Cola.
Recorrido
Los corredores fueron por el casco antiguo de la ciudad. Pasaron por debajo del acueducto, al lado del alcázar, subieron hasta Nueva Segovia y terminaron en la plaza del Azoguejo, al lado del acueducto de nuevo.

### Segunda edición
Sin datos

### Tercera edición
La 3ª Media Maratón "Ciudad de Segovia" se celebró el 29 de marzo de 2009. En ella se inscribieron 3480 atletas.
La prueba se realizó bajo la autorización de la Federación de Atletismo de Castilla y León y la R.F.E.A., y el control del Comité Autonómico de Jueces.
Organizadores y patrocinadores
El C. D. Sporting Segovia como organizador, contando con la colaboración, patrocinio y coorganización del Ayuntamiento de Segovia, y la colaboración del Ayuntamiento de La Lastrilla.
Recorrido
Circuito urbano homologado por la R.F.E.A. con una distancia de 21.097 metros.
La salida y la llegada se realizaron junto a los arcos del Acueducto (plaza del Azoguejo).

## Ganadores
| |            |                      |           |                     |           |
| HISTORIAL (Categoría: Sénior) |            |                      |           |                     |           |
| \| EDICIÓN \| Fecha \| MASCULINO (21.097 m) \| País \| FEMENINO (21.097 m) \| País \| \| I \| 18/03/2007 \| Johnstone Chebil \| Kenia \| Recuerdo Arroyo \| España \| \| II \| 30/03/2008 \| Clement Koech \| Kenia \| Malika Asahsaah \| España \| \| III \| 29/03/2009 \| Erick Kibet \| Kenia \| Saliha Khaldoun \| Marruecos \| \| IV \| 25/03/2012 \| Abdelhdi El Mouaziz \| Marruecos \| Tewodros Zewdu \| Etiopía \| |            |                      |           |                     |           |
| EDICIÓN | Fecha      | MASCULINO (21.097 m) | País      | FEMENINO (21.097 m) | País      |
| I | 18/03/2007 | Johnstone Chebil     | Kenia     | Recuerdo Arroyo     | España    |
| II | 30/03/2008 | Clement Koech        | Kenia     | Malika Asahsaah     | España    |
| III | 29/03/2009 | Erick Kibet          | Kenia     | Saliha Khaldoun     | Marruecos |
| IV | 25/03/2012 | Abdelhdi El Mouaziz  | Marruecos | Tewodros Zewdu      | Etiopía   |